# Bonnières (Passo de Calais)
Bonnières é uma comuna francesa na região administrativa de Altos da França, no departamento de Passo de Calais. Estende-se por uma área de 23,76 km². Em 2010 a comuna tinha 689 habitantes (densidade: 29 hab./km²).